# Ideler (cratère)
Pour les articles homonymes, voir Ideler.
Ideler est un cratère lunaire situé sur la face visible de la Lune. Il est situé au nord du grand cratère Baco, à l'est-nord-est du cratère Breislak et à l'est-sud-est du cratère Pitiscus. Le cratère Ideler fait partie d'une paire de cratères de même dimension avec le cratère satellite "Ideler L", qui empiète sur flanc oriental du cratère Ideler. Le petit cratère satellite "Baco R" est presque attaché à l'opposé sur la bordure occidentale. Le reste de la bordure est usé, avec une paire de petits craterlets le long du contour nord et la paroi intérieure. Le plancher intérieur est presque sans relief.
En 1935, l'Union astronomique internationale lui a attribué le nom d'Ideler en l'honneur de l'astronome allemand Christian Ludwig Ideler.
Le cratère Ideler possède un certain nombre de cratères satellites identifiés avec des lettres.
| Ideler | Latitude | Longitude | Diamètre |
| ------ | -------- | --------- | -------- |
| A      | 50.1° S  | 22.0° E   | 11 km    |
| B      | 50.6° S  | 22.3° E   | 11 km    |
| C      | 51.2° S  | 23.2° E   | 7 km     |
| L      | 49.2° S  | 23.6° E   | 36 km    |
| M      | 48.8° S  | 25.6° E   | 20 km    |